# Trachycarpus princeps
Trachycarpus princeps je vrsta palme  iz roda žumara ili trahikarpus (Trachycarpus), endemična za Yunnan u južnoj središnjoj Kini. Raste na vapnenačkim liticama i vrhovima grebena u monsunskoj kišnoj šumi u dolini rijeke Salven na nadmorskoj visini od 1,500–1,900 metara. Epitet princeps je latinski za "princa" i aludira na "veličanstveno držanje ove palme i veličanstven način na koji gleda sa svog uzvišenog položaja na strmim stijenama" (Gibbons 1993). Vrstu su 1995. opisali Gibbons, Spanner & Chen.
Deblo naraste do 10 metara visoka s promjerom od 13–16 cm, a prekriveno je gustim vlaknima u svim dijelovima osim u najstarijim. Listovi su polukružni, 0.9–1.2 metara u promjeru, s 45-48 linearno-lancetastih segmenata koji se protežu do pola u dubinu oštrice, koja je svijetlo srednje zelena odozgo i sivkasta, plavkasto-bijela odozdo. Plod je crnkasta koštunica duga 1 cm s blijedim voštanim cvatom.
Otporna je na hladnoću možda kao i Trachycarpus fortunei. 